# Muelle de gas

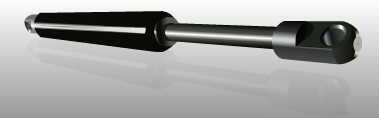
Imagen generada por computadora de un tipo de resorte de gas

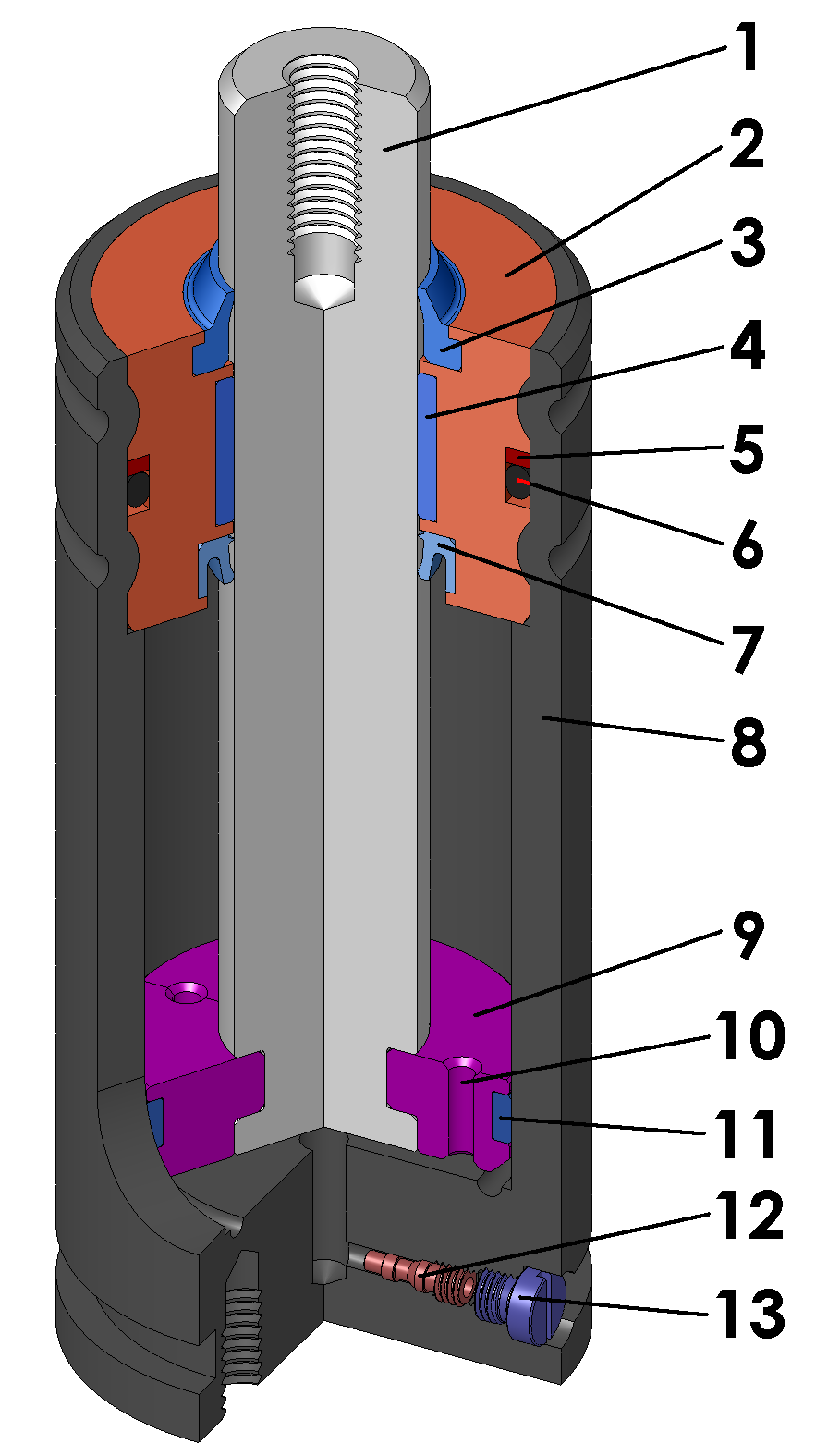
Vista en sección de un resorte de gas:
1) Vástago del émbolo
2) Tapa
3) Junta elástica
4) Casquillo guía del vástago
5) Anillo de retención
6) Junta tórica
7) Sello del vástago
8) Cilindro
9) Pistón
10) Orificio de restricción de flujo
11) Casquillo guía del pistón
12) Válvula
13) Tornillo de sellado de la válvula

Un muelle de gas es un tipo de resorte que, a diferencia de un resorte mecánico típico que se basa en la deformación elástica, utiliza el gas comprimido contenido dentro de un cilindro cerrado sellado por un pistón deslizante para almacenar neumáticamente la energía potencial y resistir la fuerza externa aplicada paralelamente a la dirección del eje del pistón. 
Las aplicaciones comunes incluyen automóviles (donde se incorporan al diseño de los puntales que soportan el peso del portón trasero mientras está abierto) y sillas de oficina. También se utilizan en muebles, aplicaciones médicas y aeroespaciales. Modelos de gran tamaño se usan en procesos industriales con máquinas de prensado, donde las fuerzas que deben ejercer a menudo oscilan entre 2500N y 400.000N (cuarenta toneladas). 

## Tipos
Los muelles de gas se fabrican en muchas variedades, que incluyen: 
- Cilindro estándar
- Cilindro de altura fija
- Solo husillo
- Cilindro de cable
- Cilindro de etapa
- Cilindro no giratorio
- Cilindro de retorno (sin ajuste de altura)
- Cilindro de retorno automático con ajuste de altura
- Cilindro de rebote
- Cilindro de modo dual
- Cilindro de servicio pesado
- Amortiguador de aceite

## Formas
Si el émbolo interno posee un diafragma que se extiende hacia el lado del tubo de gas, dejará de moverse una vez que la fuerza aplicada sea constante y soportará un peso, como un resorte normal. Sin embargo, si existe un orificio muy pequeño en el émbolo, entonces se denomina "resorte lentamente amortiguado" y se puede usar en puertas y ventanas pesadas. Un resorte de gas diseñado para una operación rápida se denomina "resorte de gas rápido" y se utiliza en armas de aire comprimido y en amortiguadores de retroceso. 
Reducir el volumen de gas y, por lo tanto, aumentar su presión interna por medio de un tope terminal móvil, o permitir que un tubo se deslice sobre otro, puede permitir que las características de un resorte de gas se ajusten durante su funcionamiento. La barra puede ser hueca mediante el uso de sellos inteligentes o puede consistir en múltiples barras de pequeño diámetro. Normalmente hay una pequeña cantidad de aceite presente. 
El gas puede ser introducido por una válvula tipo Schrader, usando un retén alrededor de la varilla y forzando a permitir la entrada de gas por sobrepresión externa o un sistema de junta tórica. Los resortes de gas de alta presión contienen una gran cantidad de energía y pueden usarse como fuente de alimentación. En caso de emergencia, el gas puede introducirse a través de una celda generadora de gas, similar a la utilizada en las bolsas de aire. Los compensadores de elevación pasiva cuentan con grandes resortes de gas. Las longitudes de carrera pueden superar los 6 metros. 

## Características
Están disponibles modelos de características muy variadas diseñados por diversos fabricantes: 
- Fuerza de inserción justable a través de un pulsador local o remota a través de un cable Bowden.
- Liberación mediante un solo toque para permitir la extensión completa o la capacidad de bloquearla.
- Carrera extendida a través de mecanismos telescópicos, generalmente compuestos de una varilla y dos cilindros (el más pequeño de los dos cilindros en realidad actúa como una segunda varilla que se extiende dentro y fuera del cilindro más grande).
- Vari-lift: destinado a producciones cortas y prototipos, en aplicaciones donde la fuerza exacta es importante pero difícil de estimar de antemano, como levantar una tapa lentamente en un tiempo conocido. En este caso, el cilindro se suministra lleno hasta la presión de diseño máxima, pero equipado con un puerto de purga, para permitir que se libere el gas una vez instalado. La intención es partir de un diseño sobredimensionado, y luego reducir la presión en etapas, para optimizar el comportamiento. Si se libera demasiado gas, se debe instalar un nuevo resorte, y para grandes cantidades, es mejor pedir un ajuste de presión a medida del fabricante.
- Resortes degresivos, que se vuelven más (no menos) potente a medida que el cilindro principal se expande.[1]